# جرانوديوريت

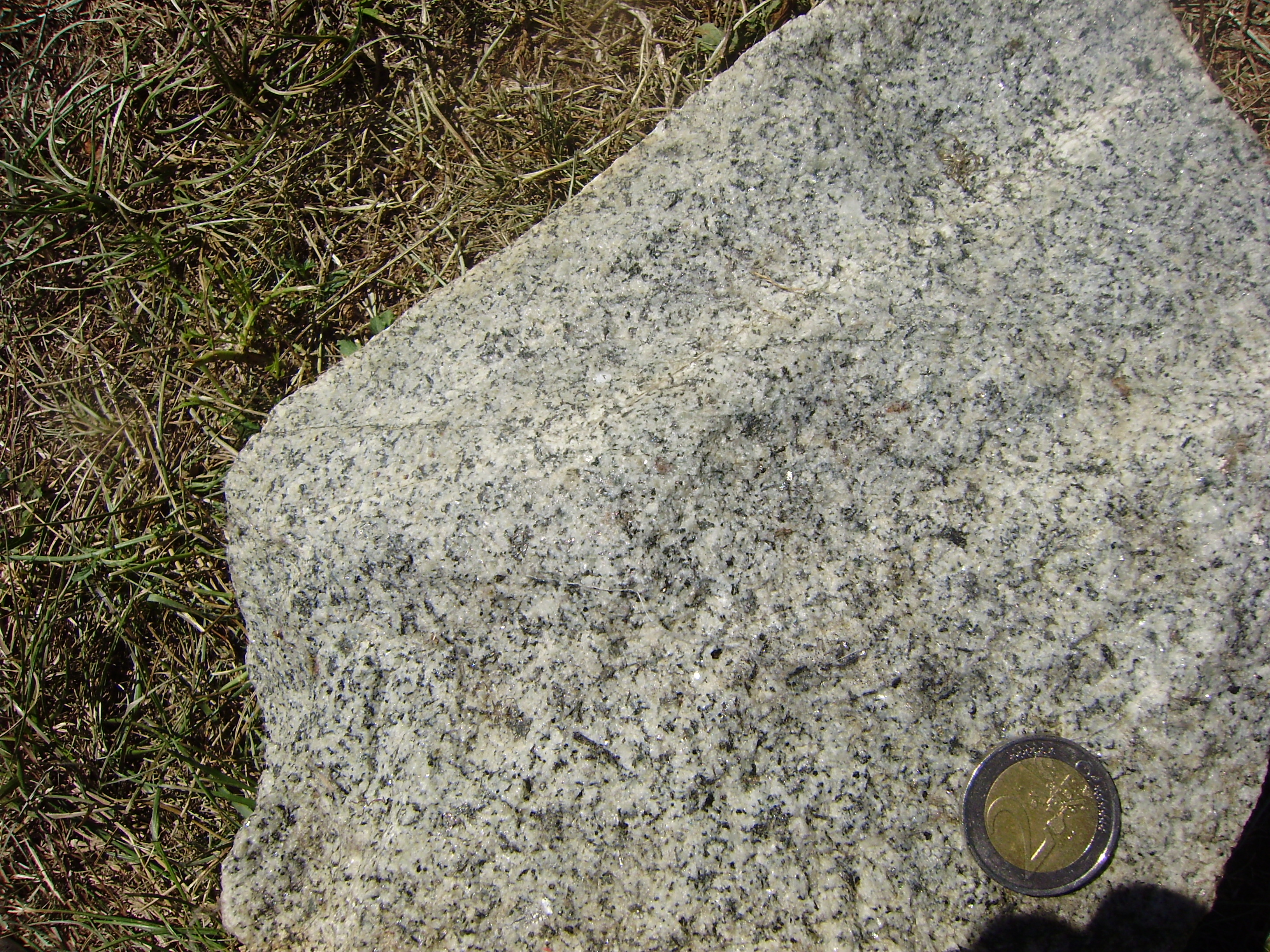
مثال على الجرانوديوريت من فرنسا.

الجرانوديوريت (بالإنجليزية: Granodiorite)‏، هو أحد الصخور النارية الجوفية الحامضية خشنة التبلور ذو نسيج ناقص الشكل. وهو أيضاُ من أكثر الصخور انتشاراُ ويُمثل هذا الصخر الحالة الوسطية بين الجرانيت والديوريت وفيه تقل نسبة الكوارتز عن نسبته في الجرانيت بينما تزداد نسبة البلاجيوكليز إلى أكثر من ثلثي مجموع الفلسبار ولا تتعدى نسبة الفلسبار البوتاسي عن ثلث مجموع الفلسبار والهورنبلند ويمثل المكافئ البركاني للجرانوديوريت صخر الداسيت.
أتت التسمية من جمع كلمتي الجرانيت والديوريت. ويُستخدم الجرانوديوريت في أعمال الطرق والبناء والزينة.